# Anthaxia tauricola
Anthaxia tauricola es una especie de escarabajo del género Anthaxia, familia Buprestidae. Fue descrita científicamente por Magnani en 2002.

## Distribución
Habita en el Neártico, Neotrópico, región indomalaya, Paleártico y región afrotropical.